# بهاراب (دهلران)
بهاراب (دهلران)، روستایی از توابع بخش زرین آباد شهرستان دهلران در استان ایلام ایران است.

## جمعیت
این روستا در دهستان سیدابراهیم قرار دارد و براساس سرشماری مرکز آمار ایران در سال ۱۳۸۵، جمعیت آن ۱۷ نفر (۴خانوار) بوده‌است.